# پابلو باریوس
پابلو باریوس (انگلیسی: Pablo Barrios؛ زادهٔ ۱۵ ژوئن ۲۰۰۳) بازیکن فوتبال اهل اسپانیا است که در پست هافبک برای باشگاه اتلتیکو مادرید بازی می‌کند. 
وی همچنین در تیم‌های ملی فوتبال زیر ۱۹ سال اسپانیا و زیر ۲۱ سال اسپانیا بازی کرده‌است.